# 山下 (津山市)
山下（さんげ）は岡山県津山市にある地名。郵便番号は708-0022。

## 地理
吉井川の支流宮川の西に接するように位置する。人口こそあまり多くないが、鶴山公園が当地域のかなりの部分を占めている他、美作県民局やハローワーク津山などがある。

### 河川
- 宮川

## 歴史

### 沿革
- 1870年 - 津山城下町の内、内山下が改称して山下となる。
- 1889年6月1日 - 町村制施行により、津山城下町の山下他、宮川以西の町が合併して西北条郡津山町となる。
- 1900年4月1日 - 津山町が東南条郡津山東町を編入するとともに、西北条郡が西西条郡、東南条郡、東北条郡と合併し、苫田郡津山町となる。
- 1923年4月1日 - 苫田郡林田村が町制・改称、津山東町となる。
- 1929年2月11日 - 津山町が周辺の町村と合併し、市制施行し、津山市となる。津山市京町41番地に市役所が置かれる[4]。
- 1934年2月11日 - 津山市役所の位置が津山市山下92番地に変更される[4]。
- 1971年 - 山下の一部が大手町となる。
- 1982年8月2日 - 津山市役所の位置が津山市山北520番地に変更される[4]。

## 世帯数と人口
2021年（令和3年）1月1日現在の世帯数と人口は以下の通りである。
| 町丁 | 世帯数  | 人口  |
| ---- | ------- | ----- |
| 山下 | 163世帯 | 276人 |

## 小・中学校の学区
市立小・中学校に通う場合、学区は以下の通りとなる。
| 番地                             | 小学校             | 中学校             |
| -------------------------------- | ------------------ | ------------------ |
| 山下一区・山下四区               | 津山市立東小学校   | 津山市立北陵中学校 |
| 山下鶴山通り・山下三区・山下五区 | 津山市立林田小学校 | 津山市立鶴山中学校 |

## 交通

### 道路
- 岡山県道394号大篠津山停車場線（一部は鶴山通り）
- 岡山県道452号小原船頭線

（上記2つは重複区間）

## 施設
- 鶴山公園
- 津山城
- 美作県民局本庁舎
- ハローワーク津山
- 津山国際ホテル
- 中国銀行津山支店
- 津山信用金庫本店
- 津山郷土博物館
- 損害保険ジャパン津山支社